# Tylocephalus tentaculatus
Tylocephalus tentaculatus is een rondwormensoort uit de familie van de Plectidae. De wetenschappelijke naam van de soort is voor het eerst geldig gepubliceerd in 1930 door Fuchs.